# Caffita

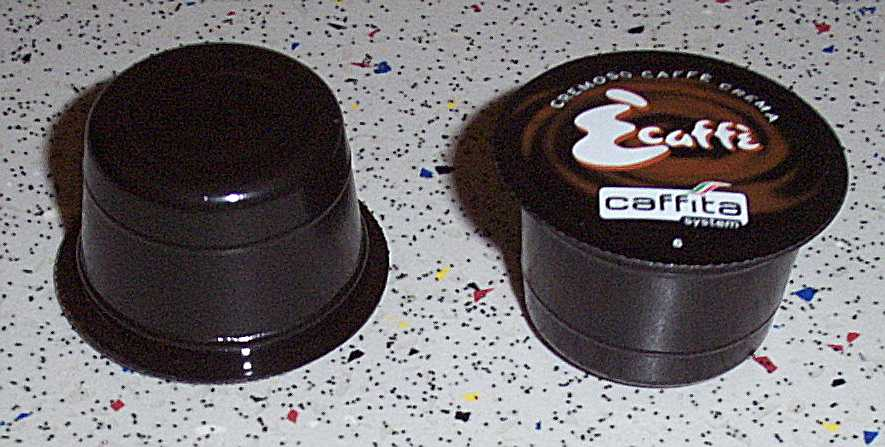

Caffita ist ein in Italien von den Partnern Gaggia und Ècaffè für den Heimbereich entwickeltes Einzelportionssystem für Espresso und Kaffee. Das Kaffeesystem ist in einigen Ländern auch unter dem Namen Caffitaly bekannt. In Deutschland und Österreich wurde das Caffitaly-System vor allem durch die Cafissimo-Maschinen von Tchibo und Eduscho bekannt. Im Jahr 2005 war Caffita Co-Sponsor des damaligen Radsportteams Lampre-Caffita. Zu Beginn der Saison 2006 wurde Caffita von Fondital als Co-Sponsor von Lampre abgelöst.

## Aufbau
Die runden Caffita-Kapseln bestehen überwiegend aus Kunststoff und sind oben mit einer Alufolie verschlossen, auf der sich das Caffita-Logo befindet. Die Kapseln enthalten zwischen zwei Plastiksieben 8 g Kaffee- bzw. Espressopulver. Beim Einsetzen in die Maschine wird die Kapsel oben und unten durch Dorne gelocht, durch die später das heiße Wasser zu- bzw. abfließt. Durch unterschiedliche Mahlgrade und – bei einigen Maschinen – Programme stellt sich in der Kapsel jeweils der richtige Druck für die verschiedenen Sorten ein, so dass mit Caffita-Maschinen neben Espresso auch Kaffee zubereitet werden kann.

## Maschinen
Maschinen für das Caffita-System werden von verschiedenen Herstellern angeboten, darunter die Evolution Caffita von Gaggia (eine klassische Siebträgermaschine mit einem an die Kapseln angepassten Siebträger), die sehr ähnliche Cafissimo von Tchibo, bei der der Siebträger durch einen Hebelmechanismus ersetzt wurde, sowie eine Reihe von Maschinen von Princess, u. a. die Princess Silver Caffita 201E.

## Kaffeesorten
Für das Caffita-Kapselsystem gibt es zurzeit vier Kaffee- und eine Espresso-Röstung von Tchibo sowie sechs Espresso-Röstungen von ÈCaffè. In Italien und Österreich gibt es seit Ende 2006 weitere Anbieter (Caffè Cagliari, Caffè Chicco d’Oro), deren Kapseln bisher aber nicht außerhalb des Landes angeboten werden. Die Preise der Portionen liegen Ende 2006 zwischen 20 und 30 Cent.
In Österreich gibt es seit Anfang 2013 auch kompatible Kapseln von Julius Meinl.

## Kritik
In der Kritik stehen die Kaffeesysteme aufgrund des sogenannten Lock-in. Das bedeutet, dass die Anschaffungskosten für die jeweiligen Kaffeemaschinen niedrig sind, die Folgekosten für die Kaffeepads dafür – zum Teil um ein Mehrfaches – über dem von herkömmlichem Kaffee liegen.
Die Systeme sind nicht untereinander kompatibel, für jedes System sind verschiedene Kaffeepads, bzw. -kapseln erforderlich. Ursprünglich waren diese nur vom jeweiligen Hersteller verfügbar, was die Auswahlmöglichkeiten sehr einschränkte. Mittlerweile sind aber auch Kaffeeportionen von anderen Anbietern erhältlich.
Ein weiterer Nachteil ist die anfallende Menge an Müll, der durch die Verbundverpackung der Kaffeekapseln anfällt.